# Чертанла (посёлок)
Чертанла —поселок в Новоузенском районе Саратовской области в составе сельского поселения Олоновское муниципальное образование.

## География
Находится на правом берегу реки Чертанла на расстоянии примерно 14 километров по прямой на север-северо-восток от районного центра города Новоузенск.

## История
Официальная дата основания 1912 год.

## Население
Постоянное население составило 339 человек (59 % казахи, 34 % русские) в 2002 году, 345 в 2010.